# Satz von Varignon
Der Satz von Varignon (auch als Satz vom Mittenviereck bezeichnet) beschreibt in der Geometrie eine Eigenschaft von Vierecken. Namensgeber ist Pierre de Varignon (1654–1722),  der diesen Lehrsatz als erster publizierte.

## Formulierung

Viereck mit konstruiertem Parallelogramm

Wenn man die Mittelpunkte benachbarter Seiten eines Vierecks verbindet, dann erhält man ein Parallelogramm, welches (auch) als Varignon-Parallelogramm bezeichnet wird.

### Beweis
Sei {\displaystyle ABCD} ein Viereck und seien {\displaystyle E,F,G,H} die Mittelpunkte der Seiten (siehe Abbildung). Betrachte das Dreieck {\displaystyle ABC}. Nimmt man {\displaystyle B} als Streckzentrum einer zentrischen Streckung, werden {\displaystyle A} auf {\displaystyle E} und {\displaystyle C} auf {\displaystyle F} mit Streckfaktor ½ abgebildet. Nach den Abbildungseigenschaften der zentrischen Streckung – Bildgerade und Urgerade sind parallel –  folgt {\displaystyle AC\parallel EF}. Ebenso zeigt man, dass auch {\displaystyle AC\parallel GH}. Per Transitivität der Parallelitätsrelation folgt {\displaystyle EF\parallel HG}. Auf analoge Weise zeigt man, dass auch die beiden anderen Seiten des Mittenvierecks parallel zueinander sind. Das Viereck {\displaystyle EFGH} besteht also aus zwei Paaren paralleler Seiten, was der Definition eines Parallelogramms entspricht.

## Folgerungen
Der Umfang des Varignon-Parallelogramms ist genau so groß wie die Summe der Diagonalenlängen im Ursprungsviereck, und die Fläche des Varignon-Parallelogramms ist halb so groß wie die Fläche des Ursprungsvierecks.

## Der räumliche Fall
Der varignonsche Satz gilt auch für jedes beliebige Viereck im Anschauungsraum, also unabhängig davon, ob ein ebenes Viereck oder ein konvexes Viereck vorliegt. Ebenso gilt stets die oben genannte erste Folgerung.

### Weiteres Resultat
Darüber hinaus gilt noch der folgende Zusatz:

In einem konvexen Viereck halbiert der Schnittpunkt der beiden Verbindungsstrecken zwischen den jeweils einander gegenüberliegenden Seitenmitten stets die Verbindungsstrecke zwischen den Mittelpunkten der beiden Diagonalen.